# Leixões Sport Club
O Leixões Sport Club é um clube multidesportivo português fundado a 28 de novembro de 1907 e sediado na cidade de Matosinhos. O futebol é a principal modalidade do clube, mas conseguiu resultados de grande destaque em outras modalidades como o voleibol, o boxe e a natação.
O Leixões possui no seu palmarés a conquista da Taça de Portugal frente ao FC Porto, na época de 1960/1961, conta ainda com três participações na Taça UEFA e uma participação na Taça das Taças de 1961/62 tendo nesta chegado aos quartos de final e protagonizado uma das maiores reviravoltas da história das competições europeias com uma vitória de 5-0 sobre o FC La Chaux-de-Fonds depois de na primeira mão ter sido derrotado por 2-6.
É até ao momento o único clube a qualificar-se para a Taça UEFA estando na terceira divisão do seu país, tendo sido graças à Taça de Portugal de 2001/2002, onde acabaria por perder na final contra o Sporting CP, no entanto, este já estaria qualificado para a Liga dos Campeões graças à sua classificação na liga.
O Leixões é considerado um dos maiores clubes ao nível do desporto nacional. É importante referir que possuiu ainda um clube em sua homenagem no Luxemburgo com o nome Leixões SC Luxembourg formado por emigrantes.
O Leixões tem alguns livros dedicados ao clube incluindo "Leixões Sport Club Marcos importantes da sua História" de Belmiro Esteves Galego e o documentário "És a Nossa Fé" de Edgar Pêra que retrata a ligação entre o futebol e os adeptos com especial foco aos do Sporting CP e aos do Leixões.
Ao longo da história foi tendo como principais rivais o Varzim SC, o Rio Ave FC e o Leça FC devido às situações geográficas e culturas piscatórias, estrelando com os dois primeiros o Dérbi do Mar.

## História

### Origem e Fundação do Leixões Sport Club
Em 1902 apareceu em Leixões, Durval Martins, um estudante em Inglaterra acompanhado de uma bola de borracha e coiro, sendo esta um objeto desconhecido no local tomou a iniciativa de demonstrar assim a sua utilidade e convidou todos a se juntarem, rapidamente os jovens matosinhenses uniram-se e formaram o Leixões Foot-Ballers, este chegou ainda em março de 1907 a realizar uma partida contra o FC Porto.
A 18 de novembro de 1907 reuniram-se dois clubes dedicados a ténis, o Grupo Lawn-Tennis do Prado, o Grupo Lawn-Tennis de Matosinhos e um dedicado a futebol, o Grupo Leixões Foot-Ballers, com o intuito de formarem um só clube, algo que acabou por acontecer a 28 de novembro de 1907.

### Primeiros Anos
Em 10 de agosto de 1912 dois representantes do Leixões juntamente com dois do FC Porto fundaram a Associação de Futebol do Porto, porém o Leixões não participou na primeira edição do Campeonato do Porto aparecendo apenas na segunda onde perderia por 7-2 com o Académico FC.

## Estruturas

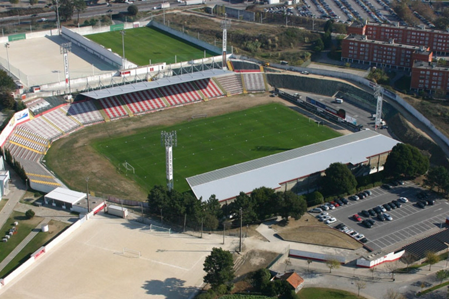
Estádio do Mar

Os jogos da equipa principal de futebol ocorriam no Campo de Santana até a inauguração a 1 de janeiro de 1964 do atual estádio, o Estádio do Mar numa derrota frente ao SL Benfica por 4-0. A infraestrutura encontra-se em estado de obras pelo que atualmente a sua capacidade encontra-se reduzida a cerca de 6 000 espectadores.

## Modalidades
O Leixões SC tem as seguintes modalidades:
| Modalidades do Leixões Sport Club | Modalidades do Leixões Sport Club | Modalidades do Leixões Sport Club | Modalidades do Leixões Sport Club |
| --------------------------------- | --------------------------------- | --------------------------------- | --------------------------------- |
| Futebol                           | Futebol de Praia                  | Andebol                           | Atletismo                         |
| Bilhar                            | Futsal Masculino                  | Futsal Feminino                   | Karaté                            |
| Natação                           | Polo Aquático                     | Voleibol Masculino                | Voleibol Feminino                 |

## Rivalidades

### Dérbi do Mar
Esta rivalidade com o Varzim SC e o Rio Ave FC surge fora do desporto devido aos três clubes serem sediados em cidades piscatórias e de um já existente confronto entre os seus pescadores.

### Dérbi de Matosinhos
O principal rival do Leixões é o Leça FC, o seu vizinho no concelho de Matosinhos com quem realiza um confronto histórico.

## Futebol

### Plantel da Equipa Principal
Última atualização: 11 de agosto de 2023

### Palmarés
| Competições Nacionais | Competições Nacionais | Competições Nacionais | Competições Nacionais     |
|                       | Competição            | Venceu                | Épocas                    |
| --------------------- | --------------------- | --------------------- | ------------------------- |
|                       | Taça de Portugal      | 1                     | 1960/61                   |
|                       | Segunda Liga          | 2                     | 1937/38 e 2006/07         |
|                       | II Divisão B          | 1                     | 2002/03                   |
| Competições Regionais |                       |                       |                           |
|                       | Competição            | Venceu                | Épocas                    |
|                       | Campeonato do Porto   | 1                     | 1939/40                   |
|                       | AF Porto Taça         | 1                     | 1982/83                   |
|                       | Total de Títulos      | 6                     | 4 Nacionais e 2 Regionais |

Legenda
 Campeão invicto
 Atualizado a 7 de julho de 2023

### Histórico das Competições
| Nacionais      | Nacionais                        | Nacionais | Nacionais | Nacionais | Nacionais | Nacionais | Nacionais      | Nacionais      | Nacionais        | Nacionais             |
|                | Competição                       | Presenças | Jogos     | Vitórias  | Empates   | Derrotas  | Golos Marcados | Golos Sofridos | Última Temporada | Melhor Posição        |
| -------------- | -------------------------------- | --------- | --------- | --------- | --------- | --------- | -------------- | -------------- | ---------------- | --------------------- |
|                | Liga Portuguesa                  | 25        | 670       | 182       | 165       | 323       | 750            | 1186           | 2009/10          | 5.ª Posição - 1962/63 |
|                | II Liga Portuguesa               | 67        | 1492      | 650       | 362       | 480       | 2461           | 1813           | 2022/23          | 1.ª Posição           |
|                | Supertaça Cândido de Oliveira    | 1         | 1         | 0         | 0         | 1         | 1              | 5              | 2002             | 2.ª Posição           |
|                | Taça de Portugal                 | 72        | 239       | 130       | 29        | 80        | 466            | 353            | 2022/23          | 1.ª Posição           |
|                | Taça da Liga                     | 15        | 51        | 13        | 17        | 21        | 52             | 68             | 2022/23          |                       |
|                | Campeonato de Portugal (Extinto) | 7         | 11        | 2         | 0         | 9         | 11             | 45             | 1937/38          |                       |
| Internacionais |                                  |           |           |           |           |           |                |                |                  |                       |
|                | Competição                       | Presenças | Jogos     | Vitórias  | Empates   | Derrotas  | Golos Marcados | Golos Sofridos | Última Temporada | Melhor Posição        |
|                | Taça UEFA                        | 1         | 4         | 2         | 1         | 1         | 7              | 8              | 2002/03          | 1.ª Ronda             |
|                | Taças das Taças                  | 1         | 6         | 2         | 2         | 2         | 11             | 11             | 1961/62          | Quartos de final      |
|                | Taça das Cidades com Feiras      | 2         | 4         | 0         | 3         | 1         | 2              | 5              | 1968/69          | 1.ª Eliminatória      |

 Atualizado a 8 de julho de 2023

### Palmarés no Futebol de Praia
| Competições Nacionais | Competições Nacionais     | Competições Nacionais | Competições Nacionais |
|                       | Competição                | Venceu                | Épocas                |
| --------------------- | ------------------------- | --------------------- | --------------------- |
|                       | Campeonato Nacional Praia | 2                     | 2020/21 e 2017        |
|                       | Total de Títulos          | 2                     | 2 Nacionais           |

Legenda
 Campeão invicto
 Atualizado a 3 de agosto de 2023

### Histórico das Competições
| Nacionais | Nacionais                 | Nacionais | Nacionais | Nacionais | Nacionais | Nacionais | Nacionais      | Nacionais      | Nacionais        | Nacionais               |
|           | Competição                | Presenças | Jogos     | Vitórias  | Empates   | Derrotas  | Golos Marcados | Golos Sofridos | Última Temporada | Melhor Posição          |
| --------- | ------------------------- | --------- | --------- | --------- | --------- | --------- | -------------- | -------------- | ---------------- | ----------------------- |
|           | Campeonato Elite Praia    | 10        | 95        | 36        | 2         | 57        | 380            | 481            | 2023             | 3.ª Posição - 2015      |
|           | Campeonato Nacional Praia | 2         | 23        | 22        | 1         | 0         | 166            | 54             | 2021             | 1.ª Posição             |
|           | Taça de Portugal Praia    | 4         | 9         | 6         | 0         | 3         | 52             | 28             | 2023             | Quartos de final - 2022 |

 Atualizado a 3 de agosto de 2023

## Voleibol
O voleibol surge no Leixões em 1945 pelas mãos de Alfredo Serrano; António Grilo; Costa Pereira; Henrique Moreira; Joaquim Rajão; Joaquim Resende; José Aguiar; Manuel Cruz; Orlando Ramos, que lideraria a secção por mais de 40 anos, e Soter Ramos, com eles obteve-se logo o título regional, atuando primeiro no ringue de Santana e depois no Filatélico.

### Palmarés no Voleibol Masculino
| Competições Nacionais | Competições Nacionais          | Competições Nacionais | Competições Nacionais                                                   |
|                       | Competição                     | Venceu                | Épocas                                                                  |
| --------------------- | ------------------------------ | --------------------- | ----------------------------------------------------------------------- |
|                       | Campeonato Nacional Voleibol   | 8                     | 1963/64, 1971/72, 1973/74, 1975/76, 1978/79, 1979/80, 1981/82 e 1988/89 |
|                       | II Divisão Voleibol            | 2                     | 1961/62 e 2013/14                                                       |
|                       | Supertaça de Portugal Voleibol | 1                     | 1988                                                                    |
|                       | Taça de Portugal Voleibol      | 5                     | 1968/69, 1972/73, 1976/77, 1982/83 e 1988/89                            |
|                       | Total de Títulos               | 16                    | 16 Nacionais                                                            |

Legenda
 Campeão invicto
 Atualizado a 3 de agosto de 2023

### Histórico das Competições
| Nacionais      | Nacionais                             | Nacionais | Nacionais | Nacionais | Nacionais | Nacionais | Nacionais      | Nacionais      | Nacionais        | Nacionais        |
|                | Competição                            | Presenças | Jogos     | Vitórias  | Empates   | Derrotas  | Golos Marcados | Golos Sofridos | Última Temporada | Melhor Posição   |
| -------------- | ------------------------------------- | --------- | --------- | --------- | --------- | --------- | -------------- | -------------- | ---------------- | ---------------- |
|                | Taça Federação Portuguesa de Voleibol | 3         | 22        | 10        | 0         | 12        | 41             | 42             | 2021/22          | 7.ª Posição      |
| Internacionais |                                       |           |           |           |           |           |                |                |                  |                  |
|                | Competição                            | Presenças | Jogos     | Vitórias  | Empates   | Derrotas  | Golos Marcados | Golos Sofridos | Última Temporada | Melhor Posição   |
|                | CEV Champions League (Q)              | 3         | 6         | 1         | 2         | 3         | 5              | 11             | 1989/90          | Ronda Preliminar |
|                | Cup Winners Voleibol                  | 3         | 10        | 4         | 0         | 6         | 15             | 20             | 1983/84          | Oitavos de final |

 Atualizado a 3 de agosto de 2023

### Palmarés no Voleibol Feminino
| Competições Nacionais | Competições Nacionais                          | Competições Nacionais | Competições Nacionais |
|                       | Competição                                     | Venceu                | Épocas |
| --------------------- | ---------------------------------------------- | --------------------- | --- |
|                       | Campeonato Nacional Voleibol Feminino          | 18                    | 1964/65, 1965/66, 1975/76, 1976/77, 1977/78, 1978/79, 1979/80, 1980/81, 1981/82, 1982/83, 1983/84, 1984/85, 1985/86, 1988/89, 1990/91, 2016/17, 2017/18 e 2018/19 |
|                       | Divisão A2 Voleibol Feminino                   | 1                     | 2005/06 |
|                       | II Divisão Voleibol Feminino                   | 1                     | 1999/00 |
|                       | Taça Feminina Federação Portuguesa de Voleibol | 1                     | 2015/16 |
|                       | III Divisão Voleibol Feminino                  | 1                     | 1997/98 |
|                       | Supertaça de Portugal Feminina Voleibol        | 4                     | 1989, 1992, 2017 e 2018 |
|                       | Taça de Portugal Voleibol Feminino             | 10                    | 1974/75, 1975/76, 1976/77, 1977/78, 1978/79, 1979/80, 1988/89, 1990/91, 2020/21 e 2021/22                                                                         |
|                       | Total de Títulos                               | 36                    | 36 Nacionais |

 Atualizado a 3 de agosto de 2023

### Histórico das Competições
| Nacionais  | Nacionais                                      | Nacionais | Nacionais | Nacionais | Nacionais | Nacionais | Nacionais      | Nacionais      | Nacionais        | Nacionais      |
| Competição | Competição                                     | Presenças | Jogos     | Vitórias  | Empates   | Derrotas  | Golos Marcados | Golos Sofridos | Última Temporada | Melhor Posição |
| ---------- | ---------------------------------------------- | --------- | --------- | --------- | --------- | --------- | -------------- | -------------- | ---------------- | -------------- |
|            | Campeonato Nacional Voleibol Feminino          | 32        | 241       | 180       | 0         | 61        | 602            | 272            | 2022/23          | 1.ª Posição    |
|            | Taça Feminina Federação Portuguesa de Voleibol | 2         | 5         | 3         | 0         | 2         | 10             | 7              | 2022/23          | 1.ª Posição    |
|            | Supertaça de Portugal Feminina Voleibol        | 7         | 5         | 2         | 0         | 3         | 10             | 10             | 2022             | 1.ª Posição    |
|            | Taça de Portugal Voleibol Feminino             | 39        | 75        | 45        | 1         | 29        | 161            | 114            | 2022/23          | 1.ª Posição    |

 Atualizado a 4 de agosto de 2023

## Outras Modalidades

### Bilhar
A 23 de fevereiro de 1965 é fundado oficialmente o bilhar no clube por Fernando Amaral; Fernando Neto; José Serrano e Soter Ramos, embora este já tivesse sido representado tanto a nível nacional como internacional anteriormente.
Até 25 de novembro de 1993 o bilhar do Leixões jogava-se em salas emprestadas até que um espaço do lado norte da bancada do Estádio do Mar foi cedido para a sua prática, tendo sido aí iniciadas obras financiadas por empresários matosinhenses e pelo presidente do clube da altura, Henrique Araújo, o espaço seria inaugurado a 26 de novembro de 1993 com o nome de Salão Narciso Miranda.
Com a expansão do pool foi cedido um outro espaço para a construção desta secção sendo este inaugurado a 13 de outubro de 2000 com o apoio monetário da Associação dos Amigos do Leixões SC.
A 3 de maio de 2003 são abertas as escolas de bilhar do Leixões.

### Karaté
Nasce a janeiro de 1990 a secção de karaté do Leixões no Pavilhão Siza Vieira pelas mãos de Manuel Marques que acabaria por ser diretor da mesma por 42 anos.
Devido ao desconhecimento da modalidade no país esta secção não teve um início fácil e é graças ao esforço de Manuel Marques que esta se desenvolve em Matosinhos e mais tarde através de filiais em Leça da Palmeira, Senhora da Hora e Vila Nova de Gaia, levando assim a que ao longo dos anos o clube se sagre campeão em vários escalões.
Na atualidade o clube está filiado à Federação Nacional Karate — Portugal, à Organização Portuguesa de Karaté Shito-Ryu e à European Shitokai Ishimi Association, encontra-se também dividido entre o Karaté de competição, o Karaté tradicional e treinos de defesa pessoal.

### Natação
É criada a 1921 a secção de natação do Leixões tendo sido fortemente impulsionada por Manuel Gonçalves, o primeiro treinador da modalidade, fazendo-se representar pela primeira vez através do nadador Pessanha em 1924. É apenas no ano de 1965 que o clube se afilia à Federação Portuguesa de Natação e é nos anos 70 e 80 que o clube começa a ganhar expressão através de campeões regionais como Domingos Pinto, João Botelho e Vítor Pinho, enquanto que o primeiro título de campeã nacional viria através da atleta Mónica Gama em 1981. Em 1998/99 a equipa feminina promove-se para a 1.ª Divisão, enquanto a masculina alcançaria o mesmo feito na época 2004/2005. A primeira vez que o Leixões fez-se representar a nível internacional foi com Luísa Fonseca e a sua participação no Campeonato Europeu de Juniores de Natação e nos Jogos Olímpicos da Juventude em Moscovo e mais tarde Fernando Costa nos Jogos Olímpicos em 2004 e 2008.